# Морогоро (регіон)
Морогоро (англ. Morogoro) — один з 31 регіону Танзанії. Має площу 70 799 км², займаючи за цим показником 2 місце в країні, за переписом 2012 року його населення становило 2 218  492 осіб. Адміністративним центром області є місто Морогоро.

## Географія
Розташований в центрі країни. На території області розвинене вирощування сизаля, бавовнику та цукрової тростини, розташовані гори Улугуру.

## Адміністративний поділ
Адміністративно область поділена на 7 округів:
- Мвомеро
- Кілоса
- Кіломберо
- Улангом
- Морогоро-місто
- Морогоро-село
- Гаїро (Gairo)